# 克孜勒博依镇
克孜勒博依乡（維吾爾語：قىزىلبۇيى）是中國新疆喀什地區伽师县下的一个乡。‘克孜勒’的维语意思是‘红’、‘博依’的维语意思是‘岸’。红河的旁边的一个乡。境內有代表古代西域文化的「阿帕克霍加农场遗址」。在2008年8月27日該地曾爆發襲警案。

## 行政区划
米夏乡下辖以下地区：
先白巴扎村、居维其村、库木买里斯村、阿热买里斯村、奥尔达库勒贝希村、克孜勒坎特村、由库日苏里坦艾日克村、苏里坦艾日克村、托万苏里坦艾日克村、巴什英阿依玛克村、英阿依玛克村、由库日阿帕霍加村、曲勒库勒村、卧吐勒阿帕霍加村、托万阿帕霍加村、英买力村、阿亚克乔拉克村、巴什乔拉克村、坎迪尔力克村、托万克阿热克什拉克村、阿热克什拉克村、阿拉勒村、色曼村、浩罕村、木努尔村、阿依丁村、恰瓦拉村、铁热克布斯坦村、阿润村、布迪玛勒村、喀热央塔克村、喀热力克村、曲如其村、科克通鲁克村和阿巴霍加农场。